# Округ Мерсер (Пенсилванија)
Мерсер (енгл. Mercer County) је округ у америчкој савезној држави Пенсилванија.

## Демографија
По попису из 2010. године број становника је 116.638, што је 3.655 (-3,0%) становника мање него 2000. године.
| Група             | 2000.           | 2010.           |
| Белци             | 111.507 (92,7%) | 106.176 (91,0%) |
| Афроамериканци    | 6.318 (5,3%)    | 6.726 (5,8%)    |
| Азијати           | 486 (0,4%)      | 728 (0,6%)      |
| Хиспаноамериканци | 803 (0,7%)      | 1.248 (1,1%)    |
| Укупно            | 120.293         | 116.638         |